# Garter Principal King of Arms
Garter Principal King of Arms ist der Amtsname des ranghöchsten der drei englischen Kings of Arms beim College of Arms in London. Seit dem 1. Juli 2021 bekleidet David Vines White dieses Amt.

## Allgemeines
„Garter Principal King of Arms“ oder einfach nur „Garter King of Arms“ ist der Amtsname (nicht: Titel) des dem Rang nach höchsten englischen Wappenkönigs. In dieser Eigenschaft ist er zugleich Herold des Hosenbandordens („The most Noble Order of the Garter“; englisch Garter ‚Strumpfband‘) und der oberste der drei Officers-of-Arms des englischen Wappenamtes (College of Arms). Ursprung und genaue Bedeutung seines Amtsnamens liegen vor der Gründung des Wappenamtes 1484, sind aber nicht mehr durch Quellen zu erhellen.

## Insignien

Wappen des Garter King of Arms

Wie alle Herolde besitzt auch der Garter King of Arms ein Amtswappen, das er neben seinem persönlichen Wappen führt, und eine Amtstracht, den Tappert, der reich geschmückt ist und in seinem Falle die Wappen Englands (1. und 4. Feld), Schottlands (2. Feld) und Irlands (3. Feld) als die drei Wappen der Herrschaftsgebiete seines Dienstherrn, des englischen Monarchen, zeigt, zudem einen Heroldsstab. Im Rahmen der Krönungszeremonie der britischen Monarchen trägt er als einziger der Anwesenden, außer dem Monarchen, eine goldene Krone (seine beiden Unter-Wappenkönige tragen silberne, vergoldete Kronen).